# Джигалыбек
Джигалыбек (до 1991 года — Банка Жданова) — нефтегазоконденсатное месторождение в Туркменистане. Расположено в Балканской области, в юго-западной части страны, в акватории Каспийского моря на западе от города Хазар (Челекен). Открыто в 1985 году. Освоение началось в 1988 году. Входит в туркменский нефтяной проект Челекен. Глубина моря составляет от 15 м до 30 м.
Относится к Западно-Туркменской нефтегазоносной области.
Нефтеносность связана с отложениям плиоценового возраста. Залежи на глубине 2,9-4,1 км.
Начальные запасы нефти 30 млн тонн, газа 20 млрд м3.
Оператором месторождение является англо-арабская нефтяная компания Dragon Oil.